# Iwaniwka (rejon czuhujewski)
Iwaniwka (ukr. Іванівка) – wieś na Ukrainie, w obwodzie charkowskim, w rejonie czuhujewskim. W 2001 liczyła 999 mieszkańców, spośród których 895 posługiwało się językiem ukraińskim, 92 rosyjskim, 3 mołdawskim, 5 węgierskim, 3 innym, a 1 się nie zdeklarował.